# Teódulo Quispe Huertas
Teódulo Valeriano Quispe Huertas (Cerro de Pasco, 12 de diciembre de 1952-Anexo Cacachaqui, Huarochirí, 23 de septiembre de 2020) fue un ingeniero de minas y político peruano, Fue gobernador regional de Pasco entre 2015 y 2018.

## Biografía
Nació en Cerro de Pasco, Perú, el 12 de diciembre de 1952, hijo de Teodoro Quispe Castañeda y Lucía Huertas de Quispe. Curso sus estudios primarios en el I. E. 35001 Cipriano Proaño y secundarios en el Colegio Nacional Industrial n.º 3, ambos en la ciudad de Cerro de Pasco. Posteriormente realizó estudios de Ingeniería de Minas en la Universidad Nacional Daniel Alcides Carrión. Desde el año 2014 hasta su muerte, fue decano del capítulo departamental Pasco del Colegio de Ingenieros del Perú.

## Vida política
Su participación política se inició en las elecciones regionales de 2014 cuando fue candidato a presidente del Gobierno Regional de Pasco por el partido político Fuerza Popular. En la primera vuelta, celebrada el 5 de octubre, quedó en el primer lugar de las preferencias electorales, delante del candidato Kléver Meléndez. Al no haber alcanzado ninguno de los candidatos el 30 % de los votos emitidos, Quispe y Meléndez compitieron en la segunda vuelta por el gobierno regional. El 7 diciembre fue elegido presidente de la región Pasco en la segunda vuelta de las elecciones regionales para el periodo 2015-2018.

## Fallecimiento
Falleció el 23 de septiembre de 2020 a los 67 años de edad a consecuencia de un accidente de tránsito ocurrido en el kilómetro 76+400 de la carretera Central desde el tramo La Oroya-Lima a la altura del centro poblado de Cacachaqui en la provincia de Huarochirí.